# オアシス (川﨑麻世の曲)
- 川崎麻世 > オアシス (川﨑麻世の曲)
- 猿飛佐助 (1980年のテレビドラマ) > オアシス (川﨑麻世の曲)

「オアシス」は、1980年7月21日にCBS・ソニーから発売された川﨑麻世の12枚目のシングル。

## 概要
両曲ともテレビドラマ『猿飛佐助』の挿入歌。

## 収録曲
全曲作詞：篠塚満由美／作曲：筒美京平／編曲：戸塚修
1. オアシス
2. 目をさませ!仲間なら!